# 凌徹
凌徹（リンチェウ、1973年 - ）は台湾の推理小説評論家、推理作家、システムエンジニア。宜蘭県生まれ。国立中央大学情報システム学科卒業。
1996年、台湾の雑誌『推理雑誌』に掲載された短編「列車密室消失事件」でデビューした。以来、計5編の短編を発表している。寡作であるが、どの作品も敬愛する島田荘司の作品を思わせる本格ミステリだという。
台湾で刊行されている日本の推理小説に関する情報誌『謎詭』では、島崎博・藍霄らとともに編集顧問を務めた（創刊号、Vol.2）。

## 作品リスト
括弧内のタイトル日本語訳は、『ミステリーズ!』Vol.29、2008年6月号より。1作品のみ日本語訳がある。
長編
- 殺人偵探社（要有光、2013年）ISBN 9789868912847
- 聖靈守護之地（要有光、2016年）ISBN 9789868995482

短編
- 列車密室消失事件 （列車密室消失事件） （『推理雑誌』143号、1996年） - デビュー作
- 反重力殺人事件 （重力違反殺人事件） （『推理雑誌』159号、1998年）
- 白襪（白い靴下） （『野葡萄』、2004年2月号）
- 與犬共舞（犬と踊る） （『月刊挑戦者』、2005年5月号・6月号）
- 幽靈交叉點 （『MYSTERY』1号、臉譜出版、2006年）
  - 幽霊交叉点 （『ミステリーズ!』vol.29、2008年6月、訳：張麗嫺（チャンリシェン）、イラスト：山下セイジ）